# Question prioritaire de constitutionnalité
Pour les articles homonymes, voir QCP.
La question prioritaire de constitutionnalité (largement connue sous son sigle « QPC ») est, en droit français, une procédure de contrôle de constitutionnalité sur les lois déjà promulguées (dit « contrôle de constitutionnalité a posteriori »).
Cette question permet, sous certaines conditions, d’effectuer un renvoi préjudiciel devant le Conseil constitutionnel, qui doit alors vérifier si une disposition législative ne serait pas inconstitutionnelle en ce qu'elle « porte atteinte aux droits et libertés garantis par la Constitution ». Cette question est prioritaire : contrairement à d’autres mécanismes de renvoi préjudiciel, le juge doit y procéder dès que la demande lui en est faite et respecte certaines exigences avant l’examen de tout autre moyen, quand bien même le contentieux pourrait être résolu sans effectuer ce renvoi.
Elle a été introduite en droit français à l’occasion de la révision constitutionnelle du 23 juillet 2008, voulue par Nicolas Sarkozy, qui a créé l'article 61-1 de la Constitution et modifié l'article 62 avant d'entrer en vigueur le 1er mars 2010.
Depuis cette date, le Conseil constitutionnel rend environ 75 décisions QPC par an— la 1000e a été examinée en juin 2022 — ce qui représente environ 80 % des décisions rendues par le Conseil. En moyenne, le Conseil censure partiellement ou totalement 30 % des dispositions qui lui sont soumises par QPC.

## Historique

### Origine de la QPC
Le contrôle de constitutionnalité existe depuis longtemps dans d’autres pays. Aux États-Unis, la Cour suprême établit ce principe dans son arrêt Marbury contre Madison du 24 février 1803.
En France, l'apparition du contrôle de constitutionnalité est très tardif comparé aux autres démocraties libérales. La méfiance des révolutionnaires vis-à-vis des parlements d'Ancien Régime a inspiré une hostilité envers les juges et le contrôle des lois, explicitement inscrite dans la Déclaration des droits de l'homme et du citoyen du 26 août 1789 à son article 6 : « La loi est l’expression de la volonté générale » et dans la loi des 16 et 24 août 1790 sur l'organisation judiciaire. La France repose donc à ce moment-là sur un système légicentriste.
Dans le projet de constitution du 30 janvier 1944 du régime de Vichy, il est envisagé une Cour suprême de justice pouvant statuer « sur les recours pour inconstitutionnalité de la loi ».
La Quatrième République (1946–1958) entame une première remise en question du légicentrisme qui avait caractérisé la Troisième République (1870–1940). Avec la création du Comité constitutionnel un contrôle de conformité des lois est établi. Cependant, cette première expérience d’approfondissement de l'« État de droit » se révèle être largement un échec : le Comité ne s'est réuni qu'une seule fois, en 1948, pour statuer sur une difficulté de procédure liée à la déclaration d'urgence. De plus, ce comité n'avait de pouvoir de contrôle qu'a priori, excluant le contrôle a posteriori.
Mais, c’est en 1958, avec la création du Conseil constitutionnel, que fut instauré un contrôle a priori de constitutionnalité, alors plus limité qu’aujourd’hui. Le contrôle de conventionnalité est lui apparu par la décision no 74-54 du 15 janvier 1975 sur la loi relative à l'interruption volontaire de grossesse du Conseil constitutionnel : ce contrôle a posteriori de la Cour de cassation ou du Conseil d'État n’abroge pas la loi mais peut en annuler les effets.
Le 14 juillet 1989, François Mitterrand annonce une révision de la constitution pour instituer un contrôle par voie d’exception de la constitutionnalité des lois qui concernent les droits fondamentaux et les garanties accordées à toute personne pour l’exercice des libertés publiques. La discussion parlementaire sur ce texte n’a pas permis de trouver un accord entre les deux chambres. En 1993, le comité consultatif pour la révision de la Constitution présidé par Georges Vedel propose à nouveau la mesure.

### Révision constitutionnelle de2008

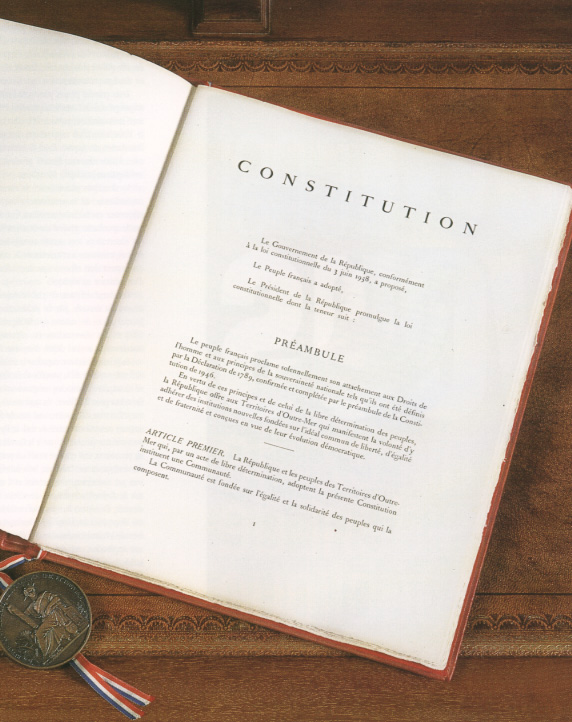
La Constitution française scellée

La révision constitutionnelle du 23 juillet 2008 introduit l’article 61-1 et modifie l’article 62 de la Constitution.

« Lorsque, à l'occasion d'une instance en cours devant une juridiction, il est soutenu qu'une disposition législative porte atteinte aux droits et libertés que la Constitution garantit, le Conseil constitutionnel peut être saisi de cette question sur renvoi du Conseil d'État ou de la Cour de cassation qui se prononce dans un délai déterminé. 

Une loi organique détermine les conditions d'application du présent article »

— Article 61-1 institué par la réforme constitutionnelle de 2008

« Une disposition déclarée inconstitutionnelle sur le fondement de l'article 61 ne peut être promulguée ni mise en application.
Une disposition déclarée inconstitutionnelle sur le fondement de l'article 61-1 est abrogée à compter de la publication de la décision du Conseil constitutionnel ou d'une date ultérieure fixée par cette décision. Le Conseil constitutionnel détermine les conditions et limites dans lesquelles les effets que la disposition a produits sont susceptibles d'être remis en cause.
Les décisions du Conseil constitutionnel ne sont susceptibles d'aucun recours. Elles s'imposent aux pouvoirs publics et à toutes les autorités administratives et juridictionnelles »

— Article 62 modifié par la réforme constitutionnelle de 2008
Dans un premier temps, il a fallu créer un nom. En effet, l'article 61-1 de la Constitution ne donne pas de nom complet au nouveau dispositif. Il utilise le mot sans adjectif de « la question ». Les appellations « question préjudicielle de constitutionnalité » et « question préalable de constitutionnalité » ont donc, un temps, été proposées. Ces trois lettres du signes QPC servaient déjà de code aux initiés. Elles se sont imposées très vite dans la numérotation des décisions du Conseil constitutionnel, dans la désignation des rôles des juridictions, dans le langage courant des magistrats et des auxiliaires de justice, des professeurs et de leurs étudiants, des praticiens du droit.
La QPC n'a pu entrer en vigueur qu'avec le concours de la loi organique no 2009-1523 du 10 décembre 2009 relative à l'application de l'article 61-1 de la Constitution, loi organique ayant fait l'objet de réserves par le Conseil constitutionnel.
Celle-ci a :
- instauré formellement l'expression « question prioritaire de constitutionnalité » à la place de « question »[Note 1] ;
- institué un « Chapitre II bis : De la question prioritaire de constitutionnalité » dans l'ordonnance no 58-1067 du 7 novembre 1958 portant loi organique sur le Conseil constitutionnel (articles 23-1 à 23-12) ;
- modifié l'article 107 de la loi organique no 99-209 du 19 mars 1999 portant statut de la Nouvelle-Calédonie ;
- modifié les codes de justice administrative, de l'organisation judiciaire, de procédure pénale, de procédure civile et des juridictions financières ;
- décidé de l'entrée en vigueur du dispositif fixée au « premier jour du troisième mois suivant celui de sa promulgation », soit le 1er mars 2010.

## Portée juridique
Cette disposition de la Constitution crée un nouveau moyen de contrôle de constitutionnalité (conformité des lois à la Constitution). Le système précédent, contenu dans l'article 61 de la Constitution, permettait le contrôle de constitutionnalité uniquement avant la publication de la loi et cette possibilité n'était ouverte qu'à des élus : le président de la République, le Premier ministre, les présidents des assemblées parlementaires, 60 députés ou 60 sénateurs.

### Question prioritaire de constitutionnalité et contrôlea priori
L'article 61-1 permet l'instauration d'une « question préalable d'inconstitutionnalité ». Cette question permet un contrôle abstrait de constitutionnalité par voie d'exception. Tout justiciable (sous certaines conditions) peut donc arguer l'inconstitutionnalité d'une mesure comme moyen de défense.
Le contrôle n'est donc désormais plus uniquement possible a priori (avant la promulgation de la loi organique et ordinaire) mais aussi a posteriori, pendant la mise en application de la loi.
Cette possibilité pourrait permettre un renforcement de la hiérarchie des normes en droit français par la possibilité de vérifier la conformité à la Constitution des lois qui n'ont pas été soumises à un contrôle de constitutionnalité a priori.
Cette QPC pourrait aussi mettre fin aux critiques qui déconsidèrent le contrôle a priori comme essentiellement politique.[réf. nécessaire]
|                                                 | A priori (politique, article 61) | A posteriori (QPC, article 61-1) |
| ----------------------------------------------- | --- | --- |
| Loi                                             | Après adoption par le Parlement et avant promulgation                                                                                  | Déjà entrée en vigueur (quelle que soit la date de son adoption)                                                                                               |
| Délai                                           | - 1 mois - 8 jours (urgence déclarée par le Gouvernement)                                                                              | 6 mois après transmission par le juge du fond - 3 mois (Cour de cassation ou Conseil d’État) - 3 mois (Conseil constitutionnel)                                |
| Requérants                                      | - Président de la République - Premier ministre - Président de l’Assemblée nationale ou du Sénat - Au moins 60 députés ou 60 sénateurs | Tout justiciable à l’occasion d’un procès, sauf au Tribunal des conflits, la Haute Cour et lors de la première instance de Cour d'assises                      |
| Moyens                                          | Tous peuvent être soulevés d'office | Pas de moyen soulevé d’office |
| Recevabilité du recours                         | Toutes les lois sauf les lois référendaires (décision no 62-20 DC du 6 novembre 1962)                                                  | - Loi applicable au litige - Non encore jugée conforme à la Constitution, « sauf changement de circonstances » - caractère sérieux de la question              |
| Procédure                                       | Recours direct | Recours par voie d’exception : - Transmission motivée par les juges du fond, insusceptible de recours - Filtrage par la Cour de cassation ou le Conseil d’État |
| Effet de la décision du Conseil constitutionnel | Autorité absolue de la chose jugée Interdiction de promulguer la loi                                                                   | Autorité absolue de la chose jugée Abrogation de la loi erga omnes                                                                                             |

### Question prioritaire de constitutionnalité et question préjudicielle devant la CJUE
Cette question doit cependant composer avec l'ordre juridique européen et un recours a été introduit devant la Cour de justice de l’Union européenne (CJUE) afin de concilier question préjudicielle devant la CJUE et question prioritaire de constitutionnalité devant le Conseil constitutionnel français.
Le 22 juin 2010, la CJUE a validé la conformité de la procédure française de QPC tout en réaffirmant la supériorité du droit de l'Union, qui s'impose aux juges contre toute autre disposition nationale, même postérieure, qui serait contraire aux normes communautaires. Autrement dit, une loi française, suspectée d'être anticonstitutionnelle, et manifestement contraire au droit européen, n'a pas besoin de passer par la procédure de QPC pour être inappliquée. Le juge national a l'obligation de faire appliquer le droit européen, sans qu’il ait à demander ou à attendre l’élimination préalable de la loi en cause par voie législative ou par tout autre procédé constitutionnel (voir, notamment, arrêt Simmenthal du 9 mars 1978).
Le Conseil d'État précise dans son arrêt d'assemblée Marc Jacob que « lorsque l'interprétation ou l'appréciation de la validité d'une disposition du droit de l'Union européenne détermine la réponse à la question prioritaire de constitutionnalité, il appartient au Conseil d'État de saisir sans délai la Cour de justice de l'Union européenne »,.

## Procédure

### Conditions
Pour être acceptée la question doit remplir des conditions de fond et des conditions de forme.
La saisine du Conseil constitutionnel se fait à l'occasion d'un procès par voie d'exception, à l’initiative de l'une des parties et après filtrage des requêtes par le Conseil d'État ou la Cour de cassation. Le juge du fond, donc, n'a pas la compétence de saisir lui-même directement le Conseil constitutionnel. Il doit transmettre la question de constitutionnalité soit au Conseil d'Etat ou la Cour de cassation, selon l'ordre de juridiction auquel il appartient.

#### Conditions de fond
L'article 23-1 de l'ordonnance de 1958 prévoit des conditions de fond pour opérer une QPC.
« Devant les juridictions relevant du Conseil d'État ou de la Cour de cassation, le moyen tiré de ce qu'une disposition législative porte atteinte aux droits et libertés garantis par la Constitution est, à peine d'irrecevabilité, présenté dans un écrit distinct et motivé. Un tel moyen peut être soulevé pour la première fois en cause d'appel. Il ne peut être relevé d'office.

Devant une juridiction relevant de la Cour de cassation, lorsque le ministère public n'est pas partie à l'instance, l'affaire lui est communiquée dès que le moyen est soulevé afin qu'il puisse faire connaître son avis.
Si le moyen est soulevé au cours de l'instruction pénale, la juridiction d'instruction du second degré en est saisie.

Le moyen ne peut être soulevé devant la cour d'assises. En cas d'appel d'un arrêt rendu par la cour d'assises en premier ressort, il peut être soulevé dans un écrit accompagnant la déclaration d'appel. Cet écrit est immédiatement transmis à la Cour de cassation. »
— Article 23-1 de l'ordonnance de 1958
Cet article énonce plusieurs conditions de fond. Ce recours n'est ouvert qu'aux parties d'un procès civil ou pénal dans le cadre d'une disposition législative portant atteinte aux droits et libertés garantis par la Constitution.

##### Textes concernés: disposition législative portant atteinte aux droits et libertés garantis par la Constitution
La question prioritaire de constitutionnalité doit porter sur une « Disposition législative qui porte atteinte aux droits et libertés que la Constitution garantit ». Le recours nécessite donc l'étude de la notion de « disposition législative » et de « droits et libertés garantis par la Constitution ».
L'expression « disposition législative » doit être entendue au sens large. L'interprétation jurisprudentielle constante de la norme, par la Cour de cassation et le Conseil d'Etat, entre notamment dans le champ d'intervention de la QPC. Sont également des dispositions législatives au sens de l'article 61-1 de la Constitution les ordonnances non ratifiées, à compter de l'expiration du délai d'habilitation.
Sont toutefois exclues :
- les lois constitutionnelles ;
- les lois de ratification ou d'approbation d'un traité ou d'un accord international ;
- les lois référendaires.

Les lois de transposition des directives et les articles de lois organiques (LO) peuvent sous certaines conditions faire l'objet d'une QPC.

##### Qui peut poser une QPC: les parties d'un procès
La question, qui « ne peut être relevée d'office » (ce que certains regrettent), doit s'inscrire dans une instance en cours et être posée par une partie au procès.
La partie au procès qui a obtenu l'aide juridictionnelle et qui dépose une QPC dans le respect des dispositions des articles 126-1 et suivants du code de procédure civile bénéficie d'office de la désignation d'un avocat au Conseil d'État et à la Cour de cassation désigné par le Président de l'Ordre des avocats au Conseil d'État et à la Cour de cassation, comme en dispose l'article 53-1 du décret no 91-1266 du 19 décembre 1991 portant application de la loi no 91-647 du 10 juillet 1991 relative à l'aide juridique.

##### Devant quels juges: les juridictions relevant du Conseil d'État ou de la Cour de cassation
De prime abord, la Constitution semble ouvrir plus largement ce recours que l'ordonnance. Alors que la première indique de manière générale que la QPC peut être posée « à l'occasion d'une instance en cours devant une juridiction », la seconde restreint ce champ aux « juridictions relevant du Conseil d'État ou de la Cour de cassation ». Mais cette divergence n'est que de façade car la Constitution dispose aussi que « le Conseil constitutionnel peut être saisi de cette question sur renvoi du Conseil d'État ou de la Cour de cassation ». Le pouvoir de transférer une question relevant du Conseil d'État et de la Cour de cassation, il aurait été étrange de donner cette compétence à des juges n'étant pas soumis à ceux-ci.
Sont donc incompétentes pour connaître d'une demande de QPC les juridictions suivantes :
- Le Tribunal des conflits[26],[27];
- les autorités administratives indépendantes exerçant un pouvoir de sanction ;
- les instances arbitrales[28], dont la cour supérieure d’arbitrage[26] ;
- Les cours d'assises[OrdCC 2]. Cette exclusion se justifie par la composition particulière de cette juridiction et le principe de continuité des débats en vertu duquel ils ne peuvent être interrompus et doivent continuer jusqu'à ce que la cause soit terminée par l'arrêt de la cour d'assises[29].

Le Conseil constitutionnel, statuant comme juge électoral, a toutefois décidé, dans une décision de 2012, qu'il pouvait statuer sur une QPC ; l'article 16-1 du règlement intérieur sur le contentieux électoral prévoit une telle possibilité, depuis 2013,.

#### Conditions de forme
La partie qui soutient une QPC doit le faire par un écrit distinct et motivé. C'est une exigence formelle extrêmement rigoureuse.
Pour être recevable, la question prioritaire de constitutionnalité doit présenter trois caractéristiques :
- être applicable au litige[OrdCC 3] : c’est ce qui fait qu’elle est prioritaire et non préjudicielle, car la solution à une question préjudicielle détermine l’issue du litige.
- être nouvelle : l'ordonnance, dans son article 23-2, limite la possibilité de question aux seuls textes n'ayant pas déjà été déclarés conformes à la Constitution[OrdCC 3]. À cette fin, le Conseil constitutionnel a établi un « tableau des dispositions déclarées conformes à la Constitution dans les motifs et le dispositif d'une décision du Conseil constitutionnel ». Un avertissement prévient que les décisions de conformité ne sont valables qu'au moment du déferrement de la loi. Une évolution ultérieure pouvant rendre la loi non-conforme[32]. De plus, la disposition constitutionnelle invoquée ne doit pas encore avoir fait l'objet d'une interprétation par le Conseil constitutionnel[33]

Exception : s'il y a eu « changement de circonstances » ; c'est-à-dire un changement de droit (la Constitution a été modifiée) ou un changement de fait (par exemple dans l'application de la loi). Ainsi la loi relative à la garde à vue avait déjà été jugée conforme à la Constitution mais étant donné le nombre de gardés à vue, la facilité d'accéder au grade d'officier de police judiciaire… le Conseil constitutionnel a décidé de la juger une nouvelle fois.
Le 29 avril 2013, le Conseil d'État a transmis une question (enregistrée sous le no 2013-331 QPC) sur l'article L. 36-11 du code des postes et des communications électroniques déjà déclaré conforme en 1996, en invoquant « une circonstance de droit nouvelle ». Le Conseil constitutionnel s'est alors prononcé sur le pouvoir de sanction de l'Arcep, et a déclaré le mécanisme inconstitutionnel à compter du jour de la publication de sa décision, à savoir le 5 juillet 2013.
- présenter un caractère sérieux[OrdCC 3].

Sur ce dernier critère, on peut voir un contrôle de constitutionnalité diffus (exercé par tous les juges). En effet, le juge saisi d'une QPC doit effectuer un rapide contrôle, pour voir si celle-ci n'est pas absurde. On se rapproche alors du système américain.

### Saisine du Conseil constitutionnel
Le ministère public doit être obligatoirement informé du dépôt d'une QPC afin de rendre son avis.
C'est le juge qui décide du sort de la QPC :
- Il statue sans délai et avec les observations du ministère public.
- Il doit décider de la transmission ou non de la QPC. Pour ce faire le juge a l'obligation de statuer et doit donc rendre une décision d'accord ou de refus de transmission, sous peine de dessaisissement de la juridiction saisie (article 126-6 du code de procédure civile).
- Le juge peut ne pas transmettre la QPC si la Cour de cassation a été saisie sur la question, si le Conseil constitutionnel a déjà été saisi et a statué dessus ou si la QPC n'a pas de lien avec le litige.

L'article 126-7 du code de procédure civile dispose que si le juge décide de transmettre la QPC, il n'y a pas de recours possible. Les parties auront alors un délai d'un mois pour soutenir ou contester la QPC devant la Cour de cassation. Si le juge refuse, on ne pourra contester qu'à l'occasion de la contestation de la décision au fond du juge.
L'article 23-2 de l'ordonnance de 1958 prévoit que la juridiction saisie se prononce sans délai sur le transfert à la juridiction de cassation (Conseil d’État pour les juridictions administratives ou Cour de cassation pour les juridictions judiciaires), qui dispose de trois mois pour statuer et renvoyer ainsi ou non au Conseil constitutionnel. Celui-ci aura lui-même trois  mois pour se prononcer et peut décider qu’il n’y a pas lieu à statuer sur une question prioritaire de constitutionnalité.
L'ordonnance précise que, sauf dans certains cas, la juridiction sursoit à statuer jusqu'à réception de la réponse à la question prioritaire de constitutionnalité, que celle-ci émane du Conseil d'État, de la Cour de cassation ou du Conseil constitutionnel.

### Procédure devant le Conseil constitutionnel
Tout membre du Conseil constitutionnel qui estime devoir s’abstenir de siéger en informe le président. Une partie ou son représentant muni à cette fin d’un pouvoir spécial peut demander la récusation d’un membre du Conseil constitutionnel par un écrit spécialement motivé.
La loi organique du 10 décembre 2009 a pareillement prévu que le Conseil constitutionnel, lorsqu'il est saisi d'une question prioritaire de constitutionnalité, « avise immédiatement le président de la République, le Premier ministre et les présidents de l'Assemblée nationale et du Sénat ». Elle a précisé que : « Ceux-ci peuvent adresser au Conseil constitutionnel leurs observations sur la question prioritaire de constitutionnalité qui lui est soumise ». Parmi ces quatre autorités, le Premier ministre est le seul qui intervienne systématiquement. C'est le secrétariat général du gouvernement qui est chargé de préparer les observations qui sont présentées au nom du Premier ministre. Dans la quasi-totalité des cas, les observations présentées au nom du Premier ministre défendent la constitutionnalité de la loi.
L’audience est publique, et peut être retransmise en ligne.

## Application

### Statistiques

#### Décisions du Conseil constitutionnel
Au 30 juin 2022, le Conseil constitutionnel a rendu 1025 décisions QPC, soit presque autant que toutes les décisions DC depuis 1958. Le délai moyen entre la saisine et la décision est de 74 jours.
|      | DC | QPC |
| ---- | -- | --- |
| 2010 | 24 | 64  |
| 2011 | 23 | 110 |
| 2012 | 17 | 74  |
| 2013 | 22 | 66  |
| 2014 | 24 | 67  |
| 2015 | 18 | 68  |
| 2016 | 18 | 81  |
| 2017 | 14 | 75  |
| 2018 | 19 | 64  |
| 2019 | 19 | 61  |
| 2020 | 16 | 46  |
| 2021 | 21 | 75  |

Pour des raisons techniques, il est temporairement impossible d'afficher le graphique qui aurait dû être présenté ici.

#### Renvoi de QPC au Conseil constitutionnel
En 2022, 315 nouvelles QPC ont été enregistrées par les tribunaux administratifs ; 3,7 % des QPC ont été transmises au Conseil d'État par les tribunaux. Durant la même année, 112 nouvelles QPC ont été enregistrées par les cours administratives d'appel ; 2,3 % des QPC ont été transmises au Conseil d'État par les cours. Le Conseil d'État a renvoyé 33 QPC au Conseil constitutionnel, soit un taux de renvoi de 28,9 % hors les cas d'irrecevabilité, de désistement et de non-lieu.
La Cour de cassation a, en 2021, été saisie de 287 QPC, dont 117 en matière civile et 170 en matière pénale. En matière civile, elle a renvoyé 22 QPC, soit 20 % des questions dont elle a été saisie, au Conseil constitutionnel ; en matière pénale, elle en a renvoyé 47, soit 27 % des QPC dont elle a été saisie.

### Décisions notables
Les décisions rendues sur une question prioritaire de constitutionnalité ont notamment porté sur :
- la « cristallisation des pensions » : le Conseil constitutionnel a jugé que le régime spécial des pensions applicable aux ressortissants des pays et territoires autrefois sous souveraineté française et, en particulier, aux ressortissants algériens, plaçait ceux-ci dans une situation d'inégalité par rapport aux ressortissants français résidant dans le même pays étranger. Il a donc censuré certaines dispositions législatives relatives à ce régime. Toutefois, comme le régime juridique antérieur est encore plus inégalitaire, il a repoussé la date d'application de cette décision au 1er janvier 2011 afin de laisser le temps au législateur de mettre en place un régime de pension conforme à la Constitution[41] ;
- les dispositions législatives relatives aux prérogatives de l’UNAF et des unions départementales des associations familiales (UDAF), que le Conseil constitutionnel a jugé conformes à la Constitution[42] ;
- la réparation d'un préjudice du seul fait de sa naissance : le Conseil a jugé que n'était pas contraire à la Constitution le principe selon lequel « Nul ne peut se prévaloir d'un préjudice du seul fait de sa naissance », posé par la loi du 4 mars 2002 relative aux droits des malades et à la qualité du système de santé prise à la suite de l'arrêt Perruche[43] ;
- la radiation automatique des listes électorales des personnes dépositaires de l'autorité publique lorsqu'elles commettent certaines infractions : le Conseil a censuré l'article 7 du code électoral le 11 juin 2010, au motif que l'automaticité de la peine prévue par cet article est contraire au principe d'individualisation des peines qui découle de l'article 8 de la Déclaration de 1789[44].
- la réforme de la procédure de garde à vue imposée par une décision du 30 juillet 2010, le système antérieur à la loi du 14 avril 2011 ne garantissant pas suffisamment les droits des intéressés.
- l'abrogation le 4 mai 2012 de l'article 222-33 du code pénal réprimant le harcèlement sexuel[45] car sa dernière rédaction instituée par la loi du 17 janvier 2002 de modernisation sociale était floue (« insuffisamment définie »).
- La présentation des candidats à l'élection présidentielle. Saisi par Marine Le Pen, le Conseil juge la loi conforme[46].
- La loi du 3 avril 1955 sur l’état d'urgence et les lois modificatives n’ont pas été examinées par le conseil constitutionnel avant leur promulgations. Elles ont fait l’objet de neuf décisions entre 2015 et 2017, obligeant parfois le législateur à repréciser certaines dispositions[47].
- Le Conseil constitutionnel peut être saisi d’une loi dans une version qui n’est plus en vigueur. Ainsi, dans le cadre de l’affaire Grégory, il examine en 2018 un article de l’ordonnance du 2 février 1945 relative à l'enfance délinquante, dans sa version en vigueur en 1984. Il rend une décision de non conformité, ce qui a pour conséquence d’annuler une partie de la procédure de cette affaire[48].
- Le 6 juillet 2018, le Conseil constitutionnel consacre le principe de fraternité à la suite d'une QPC soulevée par Cédric Herrou[49].

### Bilan et évolutions possibles
Après trois ans d'existence le député Jean-Jacques Urvoas, président de la commission des Lois de l'Assemblée nationale a rendu un rapport sur la question de constitutionnalité. Il qualifie notamment l'instauration de la QPC de « révolution juridique » et considère qu'elle a été un succès. En particulier, il reprend les propos de Dominique Rousseau, d'après qui : « la Constitution est sortie de l'univers clos des facultés de droit pour entrer dans les prétoires. Elle est devenue la chose des citoyens-justiciables, l'arme des avocats et la référence des magistrats. » Le député affirme ainsi que « les justiciables se sont réapproprié la norme suprême nationale », ce qui constitue « un progrès pour l'État de droit ». De plus les acteurs de la procédure (juridictions, ordres des avocats, personnes morales à l’origine de questions que le Conseil constitutionnel a examinées) jugent son fonctionnement « globalement satisfaisant ». Néanmoins dans son rapport Jean-Jacques Urvoas relève certaines lacunes. En particulier il n'existe pas de suivi statistique précis de la procédure au niveau national permettant d'évaluer son efficacité. Il recommande aussi la prise en charge par l'État des frais de justice induits par la procédure de la QPC lorsque le Conseil constitutionnel a prononcé une décision de non-conformité dont l'auteur de la question ne peut se prévaloir et il propose qu'il soit fait obligation à la Cour de cassation et au Conseil d'État de porter à la connaissance du Conseil constitutionnel l'ensemble de leurs décisions relatives aux QPC, y compris les décisions de non-lieu à statuer et celles jugeant une QPC irrecevable. Enfin il remarque que la QPC a abouti à « une transformation substantielle des fonctions du Conseil constitutionnel », ce dernier étant devenu en pratique une cour constitutionnelle.
La QPC s’est vu reprocher d’être utilisée comme moyen dilatoire dans certaines procédures, dont les plus connues sont les procès de l’affaire Médiator, de l’affaire des emplois fictifs de la mairie de Paris, de l’affaire EADS, de l’affaire Cahuzac, de l’affaire Bygmalion.
En janvier 2016, Jean-Louis Debré propose que le Défenseur des droits et les autorités administratives indépendantes puissent saisir directement le Conseil sans passer par le filtre du Conseil d’État ou de la Cour de cassation.
Les dix ans de la QPC, en novembre 2020, sont l'occasion d'un bilan. Le président du Conseil constitutionnel de l'époque Laurent Fabius considère qu'il s'agit d'une « réussite incontestable », alors que 80 % des décisions du Conseil, en dehors des élections, sont liées à des QPC. Il déplore cependant que les QPC portent essentiellement sur le droit fiscal et le droit pénal, moins les autres branches du droit. Le coût de la procédure est également un frein à l'utilisation du dispositif.
Pour le constitutionnaliste Dominique Rousseau, la QPC a induit un changement important des mentalités, en passant d'une « culture de la loi », où la loi votée par le Parlement est l'expression de la volonté populaire, à une « culture de la Constitution », où celle-ci est supérieure aux lois votée par le Parlement. Afin d'améliorer la procédure, il suggère une augmentation du nombre de membres. Pour donner plus de légitimé au Conseil, il propose de ne plus y nommer d'office les anciens présidents de la République. Cet avis est partagé par Benjamin Morel, maître de conférences en droit public. Tous deux pensent qu'une nomination de « personnalités consensuelles et reconnues pour leur expertise juridique » serait une évolution pertinente.
Selon un sondage BVA mené à cette occasion, sept Français sur dix n'ont cependant pas entendu parler de la QPC.

### Articles complet en ligne
- Benjamin Brame, « La question prioritaire de constitutionnalité », 13 mai 2010.
- Marc Guillaume, « La question prioritaire de constitutionnalité », Justice et cassation, revue annuelle des avocats au Conseil d'État et à la Cour de cassation,‎ 19 février 2010 (lire en ligne).
- Anne-Marie Le Pourhiet, « La limitation du pouvoir politique : la garantie des droits subjectifs face à la démocratie politique », Revue française de droit constitutionnel, no 102,‎ 2015, p. 277–286 (DOI 10.3917/rfdc.102.0277, lire en ligne).

### Constitution du4 octobre 1958
La première source de l'article est la Constitution de 1958 dans sa rédaction actuelle. Il est possible également de se reporter à l'article Constitution française du 4 octobre 1958.
1. ↑  Article 61-1
2. ↑  Article 62

### Loi organique sur le Conseil constitutionnel
La question prioritaire de constitutionnalité est définie dans l'ordonnance no 58-1067 du 7 novembre 1958 portant loi organique sur le Conseil constitutionnel. La loi organique du 10 décembre 2009 a introduit le chapitre II bis « De la question prioritaire de constitutionnalité » (articles 23-1 à 23-12).
1. ↑  Loi organique no 2009-1523 du 10 décembre 2009 relative à l'application de l'article 61-1 de la Constitution
2. 1 2 3  article 23-1.
3. 1 2 3 4  Article 23-2

### Règlement intérieur relatif au suivi des questions prioritaires de constitutionnalité
« Règlement intérieur sur la procédure suivie devant le Conseil constitutionnel pour les questions prioritaires de constitutionnalité »
1. ↑  Article 4
2. ↑  Articles 8 et 9

### Autres sources
1. 1 2  Claude-Danièle Échaudemaison, Sciences sociales & politiques : Enseignement de spécialité, Nicolas Simon, 2012, 143 p. (ISBN 978-2-09-172655-7), p. 21.
2. ↑  « La question prioritaire de constitutionnalité », sur conseil-constitutionnel.fr.
3. 1 2  Jean-Baptiste Jacquin, « Le Conseil constitutionnel franchit le cap de la millième QPC », Le Monde, 7 juin 2022 (consulté le 9 juin 2022)
4. ↑  « Rapport d'Activité 2020 - 10 ans de QPC en chiffres », sur conseil-constitutionnel.fr (consulté le 10 mars 2022).
5. 1 2  Delphine Dyèvre, « La QPC, une jeune procédure teintée d'imperfections », sur Slate, 30 mai 2012.
6. 1 2  Maugüé et Stahl 2011, p. 8.
7. 1 2  Olivier Dutheillet de Lamothe, « Contrôle de constitutionnalité et contrôle de conventionnalité », dans Mélange en l’honneur de Daniel Lebetoulle, 2007 (lire en ligne).
8. ↑  Projet de constitution du 30 janvier 1944 sur Wikisource
9. ↑  Maugüé et Stahl 2011, p. 9.
10. ↑  « Décision no 74-54 DC du 15 janvier 1975 », sur Conseil constitutionnel (consulté le novembre)
11. ↑  « Projet de loi constitutionnelle no 1203 portant révision des articles 61, 62 et 63 de la Constitution », sur senat.fr
12. ↑  Maugüé et Stahl 2011, p. 1.
13. ↑  décision no 2009-595 DC du 3 décembre 2009.
14. ↑  Inspiré d'après : Noëlle Lenoir, Avocat à la Cour, Membre honoraire du Conseil constitutionnel, « La Question Prioritaire de Constitutionnalité : Outil au service de la défense des droits et libertés », 29 avril 2010, lire en ligne
15. ↑  Cour de cassation, QPC, 16 avril 2010 ; Conseil constitutionnel, QPC, 16 mai 2010.

« La Cour de cassation a décidé de poser deux questions préjudicielles à la Cour de justice :
  - La loi organique, qui impose aux juridictions nationales de se prononcer par priorité sur la transmission au Conseil constitutionnel de la question de constitutionnalité, est-elle conforme à la procédure de renvoi préjudiciel alors que l'inconstitutionnalité éventuelle résulterait en réalité d'une contrariété avec le droit de l'Union européenne ?
  - Le droit français (article 78-2, alinéa 4, du Code de procédure pénale) est-il contraire au droit de l'Union européenne (article 67 TFUE) ? »
 

(Le club des juristes, « Question prioritaire de constitutionnalité et question préjudicielle », 26/04/2010, lire en ligne)
16. ↑  JURISPRUDENCE RECENTE, Arrêt CJUE du 22 juin 2010, dans les affaires jointes C‑188/10 et C‑189/10, lien direct vers la décision, Objet de la demande
17. ↑  Marc Guerrini, « Le contentieux constitutionnel des dispositions législatives interprétées conformément aux engagements internationaux de la France », Revue française de droit constitutionnel,‎ 2022 (lire en ligne)
18. ↑  Conseil d'Etat, « Arrêt Marc Jacob », sur Legifrance (consulté le 6 mars 2023).
19. ↑  Louis Favoreu, Patrick Gaïa, Richard Ghevontian, Ferdinand Mélin-Soucramanien, Annabelle Pena-Gaïa, Otto Pfersmann, Joseph Pini, André Roux, Guy Scoffoni et Jérôme Tremeau, Droit des libertés fondamentales, Dalloz, coll. « Précis », 2015, 7e éd. (ISBN 978-2-247-15237-7).
20. ↑  Jean Gicquel et Jean-Eric Gicquel, Droit constitutionnel et institutions politiques (36ème édition), Librairie générale de droit et de jurisprudence, p. 920
21. ↑  André Roux, Ferdinand Mélin-Soucramanien, Eric Oliva, Laurent Domingo, Patrick Gaïa et Marc Guerrini, Les grandes décisions du Conseil constitutionnel (20ème édition), Dalloz, p. 289
22. ↑  « Loi organique et QPC », nov. 2012 sur le site du Conseil constitutionnel.
23. ↑  Par exemple, les auteurs S. Guinchard, C. Chainais et F. Ferrand in « Procédure civile », no 509 : « Si les parties s'abstiennent de soulever le caractère non constitutionnel du texte, [le juge] sera obligé de l'appliquer, tout en le sachant, en réalité, non conforme à la Constitution. »
24. ↑  « Chapitre Ier : La transmission par le juge de la question prioritaire de constitutionnalité à la Cour de cassation (Articles 126-1 à 126-7) », sur Légifrance (consulté le 21 décembre 2020).
25. ↑  « Article 53-1 - Décret no 91-1266 du 19 décembre 1991 portant application de la loi no 91-647 du 10 juillet 1991 relative à l'aide juridique », sur Légifrance (consulté le 21 décembre 2020).
26. 1 2  Guillaume 2010, p. 4.
27. ↑  T. confl., 4 juillet 2011, n°C3803, M. A : " [...] qu'une question prioritaire de constitutionnalité ne peut être présentée que devant les juridictions qui relèvent du Conseil d'Etat ou de la Cour de cassation ; que dès lors, une telle question ne peut être présentée devant le Tribunal des conflits".
28. ↑  Cass. civ. 1re, 18 novembre 1986, no 85-10912 et 85-12112.
29. ↑  Magnon 2013.
30. ↑  Dominique Rousseau, Pierre-Yves Gauhdoun et Julien Bonnet, Droit du contentieux constitutionnel, Librairie générale de droit et de jurisprudence, 12e éd., §292, p. 199.
31. ↑  « Décision no 2011-4538 SEN du 12 janvier 2012 » , sur Conseil constitutionnel.
32. ↑  Conseil constitutionnel, « Les dispositions déclarées conformes par le Conseil constitutionnel »
33. ↑  « Décision no 2009-595 DC du 3 décembre 2009 », 21. Considérant, en premier lieu, que la dernière phrase du premier alinéa de l'article 23-4 et la dernière phrase du troisième alinéa de l'article 23-5 prévoient que le Conseil constitutionnel est saisi de la question prioritaire de constitutionnalité si " la question est nouvelle " ; que le législateur organique a entendu, par l'ajout de ce critère, imposer que le Conseil constitutionnel soit saisi de l'interprétation de toute disposition constitutionnelle dont il n'a pas encore eu l'occasion de faire application ; que, dans les autres cas, il a entendu permettre au Conseil d'État et à la Cour de cassation d'apprécier l'intérêt de saisir le Conseil constitutionnel en fonction de ce critère alternatif ; que, dès lors, une question prioritaire de constitutionnalité ne peut être nouvelle au sens de ces dispositions au seul motif que la disposition législative contestée n'a pas déjà été examinée par le Conseil constitutionnel ;
34. ↑  « Décision no 2010-14/22 QPC du 30 juillet 2010 », sur Conseil constitutionnel (consulté le 28 septembre 2020).
35. ↑  Décision no 2013-331 QPC du 5 juillet 2013
36. ↑  Voir l'article 126-7 du code de procédure civile en vigueur sur Légifrance.
37. ↑  Thierry-Xavier Girardot et Xavier Pottier, « Le Gouvernement dans la procédure de la question prioritaire de constitutionnalité », Les nouveaux cahiers du Conseil constitutionnel,‎ janvier 2016 (lire en ligne)
38. ↑  « Bilan statistique », sur www.conseil-constitutionnel.fr (consulté le 7 novembre 2024).
39. ↑  « Rapport public 2022 des juridictions administratives » [PDF], sur Conseil d'Etat (consulté le 30 juin 2023), p. 38-39.
40. ↑  « Rapport annuel de la Cour de cassation 2021 », sur Cour de Cassation (consulté le 30 juin 2023), p. 260-261
41. ↑  Décision no 2010-1 QPC du 28 mai 2010, « Consorts L. ».
42. ↑  Décision no 2010-3 QPC du 28 mai 2010, « Union des familles en Europe ».
43. ↑  Décision no 2010-2 QPC du 11 juin 2010.
44. ↑  Décision no 2010-6/7 QPC du 11 juin 2010.
45. ↑  « Décision no 2012-240 QPC du 4 mai 2012 | Conseil constitutionnel », sur www.conseil-constitutionnel.fr (consulté le 9 octobre 2022)
46. ↑  « Décision no 2012-233 QPC du 22 février 2012, Mme Marine Le Pen [Publication du nom et de la qualité des citoyens élus habilités à présenter un candidat à l'élection présidentielle] »
47. ↑  Décisions « no 2015-527 QPC du 22 décembre 2015, M. Cédric D. [Assignations à résidence dans le cadre de l'état d'urgence] », « no 2016-535 QPC du 19 février 2016, Ligue des droits de l'homme [Police des réunions et des lieux publics dans le cadre de l'état d'urgence] », « no 2016-536 QPC du 19 février 2016, Ligue des droits de l'homme [Perquisitions et saisies administratives dans le cadre de l'état d'urgence] », « no 2016-567/568 QPC du 23 septembre 2016, M. Georges F. et autre [Perquisitions administratives dans le cadre de l'état d'urgence II] », « no 2016-600 QPC du 2 décembre 2016, M. Raïme A. [Perquisitions administratives dans le cadre de l'état d'urgence III] », « no 2016-624 QPC du 16 mars 2017, M. Sofiyan I. [Durée maximale de l'assignation à résidence dans le cadre de l'état d'urgence] », « no 2017-635 QPC du 9 juin 2017, M. Émile L. [Interdiction de séjour dans le cadre de l'état d'urgence] », « no 2017-677 QPC du 1er décembre 2017, Ligue des droits de l'Homme [Contrôles d'identité, fouilles de bagages et visites de véhicules dans le cadre de l'état d'urgence] », « no 2017-684 QPC du 11 janvier 2018, Associations La cabane juridique / Legal Shelter et autre sur les zones de protection »
48. ↑  « décision no 2018-744 QPC du 16 novembre 2018, Mme Murielle B. [Régime de la garde à vue des mineurs] »
49. ↑  Julia Pascual, « Aide aux migrants : le Conseil constitutionnel consacre le « principe de fraternité » », Le Monde, 6 juillet 2018.
50. ↑  Rapport d'information de M. Jean-Jacques Urvoas déposé en application de l'article 145 du règlement, par la commission des lois constitutionnelles, de la législation et de l'administration générale de la République sur la question prioritaire de constitutionnalité, enregistré à la Présidence de l’Assemblée nationale le 27 mars 2013.
51. ↑  Violette Lazard, « Affaire Bygmalion : Sarkozy continue de jouer la montre », 21 décembre 2018.
52. ↑  « Janvier 2016 : Échange de Vœux à la Présidence de la République », sur conseil-constitutionnel.fr.
53. ↑  Jean-Baptiste Jacquin et Patrick Roger, « Laurent Fabius : « En étudiant une QPC, nous devons apprécier la balance entre l’intérêt personnel du justiciable et l’intérêt général » », Le Monde, 25 novembre 2020 (consulté le 26 novembre 2020).
54. ↑  Guillaume Jacquot, « La question prioritaire de constitutionnalité a 10 ans : quel bilan ? », sur publicsenat.fr, 26 novembre 2020 (consulté le 26 novembre 2020).
55. ↑  Élodie Forêt, « La QPC, Question prioritaire de constitutionnalité, a 10 ans », sur franceinter.fr, 26 novembre 2020 (consulté le 26 novembre 2020).